# Wyczyna
Wyczyna – część wsi Czyżów w Polsce, położona w województwie świętokrzyskim, w powiecie kieleckim, w gminie Łagów.
W latach 1975–1998 Wyczyna należała administracyjnie do województwa kieleckiego.